# 3492 Petra-Pepi
A 3492 Petra-Pepi (ideiglenes jelöléssel 1985 DQ) a Naprendszer kisbolygóövében található aszteroida. Mahrová M. fedezte fel 1985. február 16-án.